# 阿馬興大絲油鯰
阿馬興大絲油鯰，為輻鰭魚綱鯰形目長鬚鯰科的其中一種，分布於南美洲亞馬遜河流域，體長可達10.6公分，屬肉食性，生活習性不明。

## 擴展閱讀
維基物種上的相關：阿馬興大絲油鯰